# Indywidualne Mistrzostwa Polski w Zapasach 1950
20. Mistrzostwa Polski w Zapasach rozegrano wyłącznie w stylu klasycznym w Toruniu w 1950.

## Medaliści
| Kategoria:  | Złoto:                             | Srebro:                                    | Brąz:                             |
| 52 kg       | Zdzisław Schneider Unia Swarzędz   | Tadeusz Świętulski Elektryczność Warszawa  | Ciszewski Poznań                  |
| 57 kg       | Paweł Smól Pafawag Wrocław         | Jan Kauc CWKS Warszawa                     | Szczepaniak Poznań                |
| 62 kg       | Rudolf Toboła Siła Mysłowice       |                                            |                                   |
| 67 kg       | Jan Stróżyk Bieżanowianka Kraków   | Leonard Wiciak Budowlani Warszawa          | Marian Świętosławski Gwardia Łódź |
| 73 kg       | Antoni Gołaś Siła Mysłowice        | Zygmunt Kuligowski Huta Pokój Nowy Bytom   | Radosław Mielczarek Stal Poznań   |
| 79 kg       | Mieczysław Radoń Włókniarz Kraków  | Władysław Kuligowski Huta Pokój Nowy Bytom | Jerzy Krawczyk Stal Poznań        |
| 87 kg       | Józef Maruszewski Pogoń Nowy Bytom | Nowaczyk Poznań                            | Franciszek Pielorz Pogoń Imielin  |
| ponad 87 kg | Zbigniew Jończyk CWKS Warszawa     | Teodor Krysmalski Pafawag Wrocław          | Zdzisław Leitgeber Unia Swarzędz  |